# Лекићи
Лекићи је насељено мјесто у граду Подгорици у Црној Гори. Према попису из 2023. било је 220 становника.

## Демографија
У насељу Лекићи живи 145 пунолетних становника, а просечна старост становништва износи 38,5 година (37,4 код мушкараца и 39,6 код жена). У насељу има 56 домаћинстава, а просечан број чланова по домаћинству је 3,50.
Ово насеље је углавном насељено Црногорцима (према попису из 2003. године), а у последња три пописа, примећен је пораст у броју становника.
|  |

| Демографија | Демографија | Демографија |
| Година      | Становника  | Становника  |
| ----------- | ----------- | ----------- |
|             |             |             |
|             |             |             |
|             |             |             |
|             |             |             |
| 1948.       | 133         |             |
| 1953.       | 129         |             |
| 1961.       | 163         |             |
| 1971.       | 140         |             |
| 1981.       | 157         |             |
| 1991.       | 189         | 189         |
| 2003.       | 199         | 196         |
|             |             |             |

| Етнички састав према попису из 2003.‍ | Етнички састав према попису из 2003.‍ | Етнички састав према попису из 2003.‍ | Етнички састав према попису из 2003.‍ | Етнички састав према попису из 2003.‍ |
| ------------------------------------ | ------------------------------------ | ------------------------------------ | ------------------------------------ | ------------------------------------ |
|                                      |                                      |                                      |                                      |                                      |
| Црногорци                            | Црногорци                            |                                      | 157                                  | 80,10%                               |
| Срби                                 | Срби                                 |                                      | 26                                   | 13,26%                               |
| Хрвати                               | Хрвати                               |                                      | 1                                    | 0,51%                                |
| Југословени                          | Југословени                          |                                      | 1                                    | 0,51%                                |
| непознато                            | непознато                            |                                      | 0                                    | 0,0%                                 |

| Година пописа     | 1948. | 1953. | 1961. | 1971. | 1981. | 1991. | 2003. |
| ----------------- | ----- | ----- | ----- | ----- | ----- | ----- | ----- |
| Број домаћинстава | 26    | 26    | 32    | 32    | 39    | 47    | 56    |

| Број чланова      | 1  | 2 | 3  | 4 | 5  | 6  | 7 | 8 | 9 | 10 и више | Просек |
| ----------------- | -- | - | -- | - | -- | -- | - | - | - | --------- | ------ |
| Број домаћинстава | 56 | 7 | 13 | 7 | 11 | 12 | 4 | 2 | 0 | 0         | 0      |

| Пол    | Укупно | Неожењен/Неудата | Ожењен/Удата | Удовац/Удовица | Разведен/Разведена | Непознато |
| ------ | ------ | ---------------- | ------------ | -------------- | ------------------ | --------- |
| Мушки  | 74     | 23               | 48           | 2              | 0                  | 1         |
| Женски | 79     | 18               | 47           | 14             | 0                  | 0         |
| УКУПНО | 153    | 41               | 95           | 16             | 0                  | 1         |

| Пол    | Укупно                    | Пољопривреда, лов и шумарство | Рибарство                            | Вађење руде и камена | Прерађивачка индустрија       |
| ------ | ------------------------- | ----------------------------- | ------------------------------------ | -------------------- | ----------------------------- |
| Мушки  | 37                        | 4                             | 0                                    | 0                    | 8                             |
| Женски | 20                        | 1                             | 0                                    | 0                    | 2                             |
| УКУПНО | 57                        | 5                             | 0                                    | 0                    | 10                            |
| Пол    | Производња и снабдевање   | Грађевинарство                | Трговина                             | Хотели и ресторани   | Саобраћај, складиштење и везе |
| Мушки  | 2                         | 3                             | 2                                    | 3                    | 2                             |
| Женски | 0                         | 0                             | 4                                    | 0                    | 1                             |
| УКУПНО | 2                         | 3                             | 6                                    | 3                    | 3                             |
| Пол    | Финансијско посредовање   | Некретнине                    | Државна управа и одбрана             | Образовање           | Здравствени и социјални рад   |
| Мушки  | 0                         | 4                             | 2                                    | 1                    | 0                             |
| Женски | 1                         | 0                             | 6                                    | 3                    | 1                             |
| УКУПНО | 1                         | 4                             | 8                                    | 4                    | 1                             |
| Пол    | Остале услужне активности | Приватна домаћинства          | Екстериторијалне организације и тела | Непознато            | Непознато                     |
| Мушки  | 5                         | 0                             | 0                                    | 1                    | 1                             |
| Женски | 1                         | 0                             | 0                                    | 0                    | 0                             |
| УКУПНО | 6                         | 0                             | 0                                    | 1                    | 1                             |